# Reggiane Re.2002 Ariete
Реджиане Re.2002 Ариете II (итал. Reggiane Re.2002 Ariete II, «Овен») — одноместный итальянский истребитель Второй мировой войны. Самолёт разработан в конструкторском бюро компании «Реджиане оффицине мекканиче итальяне» под руководством Роберто Лонги.
Проект Re.2002 начался с модификации Re.2000 под требования ВВС Италии. В частности требовалось изменить крыло и топливные баки. Заказ на модификацию одного самолёта вылился в то, что компания использовала его как базу для нового самолёта. Для создания самолёта Лонги взял изменённый и усиленный фюзеляж от Re.2000, приделал крылья от Re.2001 и поставил более мощный звёздообразный двигатель Piaggio P.XIX R.C.45 (1 100 л. с.). Решение о возвращении к радиальным двигателям было связано со сложностью получения немецкого двигателя Daimler-Benz DB 601.
Первый полёт истребитель совершил в октябре 1940 года — примерно через три месяца после Re.2001. Испытания выявили низкую надёжность двигателей Piaggio. Поэтому самолёт решили использовать в качестве штурмовика — он мог нести требуемую бомбовую нагрузку (по меркам ВВС Италии). Всего было построено 18 образцов самолёта в версии пикирующего бомбардировщика.
В сентябре 1941 года, ВВС Италии заказали 200 самолётов. Серийное производство в Реджио-Эмилио началось в 1942 года. На заводе «Реджиане» выпустили 191 самолёт, ещё 60—70 экземпляров построили на заводе «Капрони» в Толедо (итал. Taliedo — пригород Милана). Несмотря на то, что проблема с двигателями не была устранена, самолёты поступили на вооружение 5 и 50 авиационного полка. Поставка первой партии из 100 машин была закончена к июлю 1943 года, вторую партию так и не успели поставить полностью.
В основном эскадрильи Re.2002 участвовали в боевых действиях во время высадки союзников в Сицилии. Тогда эти эскадрильи понесли многочисленные потери. Во время первых дней высадки, когда ВВС Италии пытались атаковать корабли союзников, 14 Re.2000 были уничтожены британскими Spitfire Mk V. Союзные бомбардировщики и штурмовики уничтожили многие самолёты на земле. Из-за нехватки топлива, Re.2002 использовались редко, часто всего с тремя 250 кг (100 кг) бомбами на борту.
Одним из последних случаев применения Re.2002 произошёл 3 сентября 1943 года когда британская 8-я армия высадилась в Калабрии. 15 Re.2002 из 5 полка атаковали десант союзников. В тот день погибло три пилота Re.2002.
Незадолго до капитуляции немцы собирались купить 300 самолётов Re.2002. Они планировали заменить двигатель на немецкий радиальный двигатель BMW 801, тем самым решая проблему ненадежности моторов Piaggio. Reggiane не могла выполнить такой большой заказ и немцы самолётов не получили. Тем не менее после капитуляции Италии немцы захватили 40 новых фабричных самолётов и реквизировали ещё 20 из войсковых запасов. Эти самолёты использовались Германией против французского сопротивления.

## Тактико-технические характеристики
Приведённые ниже характеристики соответствуют модификации Re.2002 I ser.:
Источник данных: S. Govi. «Dal Re 2002 al Re 2005», 1985; "Уголок неба"

Технические характеристики
- Экипаж: 1 пилот
- Длина: 8,165 м
- Размах крыла: 11,0 м
- Высота: 3,15 м
- Площадь крыла: 20,4 м²
- Коэффициент удлинения крыла: 6,0
- Масса пустого: 2 390 кг
- Масса снаряжённого: 2 806 кг
- Нормальная взлётная масса: 3 240 кг
- Масса топлива во внутренних баках: 434 кг
- Объём топливных баков: 600 л
- Силовая установка: 1 × радиальный Piaggio P.XIX RC.45
- Мощность двигателей: 1 × 1 100 л. с. (1 × 809 кВт (взлётная))
- Воздушный винт: трёхлопастной Piaggio P.2001 M
- Диаметр винта: 3,1 м

Лётные характеристики
- Максимальная скорость:  
  - на высоте 5 500 м: 530 км/ч
  - у земли: 430 км/ч
- Скорость сваливания: 120 км/ч
- Практическая дальность: 1 100 км (на 6 000 м)
- Продолжительность полёта: 2 ч. 40 мин. (на 6 000 м)
- Практический потолок: 10 500 м
- Скороподъёмность: ~12 м/с
- Время набора высоты:
  - 2 000 м за 2 мин 46 с
  - 4 000 м за 5 мин 52 с
  - 6 000 м за 8 мин 48 с
- Нагрузка на крыло: 158 кг/м²
- Тяговооружённость: 250 Вт/кг
- Длина разбега: 168 м
- Длина пробега: 255 м

Вооружение
- Стрелково-пушечное:  
  - 2 × 12,7 мм пулемёта Breda-SAFAT по 420 патронов на ствол
  - 2 × 7,7 мм пулемёта Breda-SAFAT по 640 патронов на ствол
- Точки подвески: 3 (один под фюзеляжем, два под крылом)
- Боевая нагрузка: до 650 кг бомб